# The Irrepressibles
The Irrepressibles (англ. неудержимые) — это творческий коллектив британского музыканта Джейми Неудержимого (Jamie Irrepressible).

## История
Созданная в 2002 году, группа на сегодняшний день выпустила три полноценных студийных альбома и шесть EP. Все песни написаны Джейми Неудержимым. Название The Irrepressibles - "о том, чтобы нарушать границы в музыке и быть честным в том, чтобы быть геем в музыке". Джейми уже много лет живет в Лондоне, Англия, в настоящее время он живет в Берлине, Германия. Джейми сменил свое имя с "Джейми Макдермотт" на "Джейми Неудержимый" в 2013 году в связи с его сотрудничеством с норвежским электронным дуэтом Röyksopp.

## 2009
"From the Circus to the Sea". Выпущенный в январе 2009 года в качестве саундтрека к фильму Шелли Лав "Забытый цирк", The Independent описал "The Irrepressibles" как один из самых тщательно хранимых секретов Британии.

## 2010: "Mirror Mirror"
11 января 2010 года The Irrepressibles выпустили свой дебютный студийный альбом "Mirror Mirror", сборник из 12 песен в стиле барокко, спродюсированных Дмитрием Тиковым и Уильямом Тернером Даффином и написанных Джейми Макдермоттом. На альбоме есть сингл "In This Shirt".
"Mirror Mirror" получило признание критиков. The Guardian назвала его "театральным и очень необычным, зрелым, красочным ответом на все, что есть у Коуэлла", а The Independent описала его как "драматический звуковой ландшафт, наполненный отголосками Веймарской Республики и прекрасной эпохи".

## "In This Shirt"
"In This Shirt" получила признание критиков и общественности после того, как была использована в качестве саундтрека к короткометражному фильму "Леди мертва" израильской продюсерской компании PAG Films, который фестиваль Sundance назвал "фантастическим". Он был ремикширован различными исполнителями, включая Röyksopp, Hercules & Love Affair и Zero 7.
Песня получила новое внимание в 2018 году, когда ее использовал французский фигурист Кевин Аймоз в своей произвольной программе на коньках. Она также получил новое внимание в 2020 году благодаря его широкому использованию в видеороликах на TikTok во время пандемии COVID-19.

## 2012: "Nude"
В ноябре 2012 года The Irrepressibles выпустили свой второй альбом "Nude". Альбом, спродюсированный Джейми Макдермоттом, также получил признание критиков. The Quietus описал его как "удивительно разнообразный и непредсказуемый альбом", заявив, что "результаты граничат с впечатляющими". The Independent дала ему 4 звезды из 5, назвав его "актом храбрости в трусливом мире", где Макдермотт "возвещает о гомосексуальности как о героической, романтической и искупительной силе".

## Nude EP
В 2013 году вышел альбом "Nude: Landscapes", первый из трех EP, вдохновленный вторым альбомом группы и дополняющий его. На этом первом EP группа выбрала "минимальное симфоническое" и "акустическое" направление, как описал Макдермотт в интервью журналу QX. Второй EP, "Nude: Viscera", выпущенный 14 февраля 2014 года, "объединяет влияния Новой волны, гранжа и Экзотики". Третий EP, "Nude: Forbidden", был выпущен 6 апреля 2014 года.

## 2018: Третий альбом: "Superheroes"
31 мая 2018 года The Irrepressibles выпустили новый сингл "Submission" со своего предстоящего третьего альбома. Видео, снятое кипрским режиссером Саввасом Ставру, было представлено компанией Nowness. Второй сингл, "Dominance", был выпущен 22 ноября 2018 года. Визуальные эффекты, созданные в сотрудничестве итальянским фотографом Париде Мирабилио и турецким режиссером Мертканом Мертбилеком, были представлены "Pornceptual". Третий сингл, "Anxiety", был выпущен 29 ноября 2018 года. Четвертый сингл, "International", был выпущен 22 марта 2019 года. Видео было снято режиссером Джейми Неудержимым в сотрудничестве с украинским режиссером Алексеем Романовским и было представлено журналом New Noise. Пятый сингл "Let Go (Все двигайте своим телом)" был выпущен 27 марта 2020 года, журнал CLASH описал его как "абсолютный бульдозер - потрясающая поп-ракета, которая взрывает устоявшиеся сексуальные нормы". Видео было снято режиссером Саввасом Ставру и опубликовано журналом KALTBLUT. Шестой сингл "The Most Beautiful Boy" (Сильный мужчина снаружи, но внутри мальчик) был выпущен 23 июля 2020 года вместе с релизом альбома. Альбом был одобрен средствами массовой информации с громким и тихим описанием альбома как "умно преломляющего центральную романтику с глубоким комментарием о мужественности и психическом здоровье"., в то время как Квайетус описал его как "трудно не влюбиться в этот альбом" и "прекрасную открытую книгу о его путешествии, объединяющую его психическое здоровье, мужественность и гомосексуальность".

## Сотрудничество
У The Irrepressibles Джейми Макдермотт был приглашенным вокалом для сингла Rex the Dog "Do You Feel What I Feel", а в 2013 году на синглах Рейксоппа "Что-то в моем сердце" и "Двадцать тринадцать". В 2012 году Джейми сотрудничал с отелем Pro Forma и хором Латвийского радио в программе "ИТОГИ ВОЙНЫ". Джейми сочинил музыку для WAR SUM UP, которая много гастролировала по всему миру, получив признание датского издания Gaffa, а также газеты "The New York Times".
В 2014 году он также участвовал в альбоме Рейксоппа "Неизбежный конец" на треках "Ты знаешь, что я должен идти", "У меня была эта вещь", "Вот она снова приходит" и "Принуждение", в дополнение к ранее выпущенному "Что-то в моем сердце", на котором он впервые был отмечен как Джейми Неудержимый. В 2015 году, переехав в Берлин, Германия, Джейми начал работать с американским исполнителем альтернативной кантри-музыки Джоном Кэмпбеллом и спродюсировал свой дебютный EP, выпущенный в 2016 году.

## Дискография

### Студийные альбомы
- Mirror Mirror (2010)
- Nude (2012)
- Superheroes (2020)

### EP
- My Witness (2005)
- Knife Song (2005)
- From The Circus to the Sea (EP и DVD, 2009)

### Синглы
- I'll Maybe Let You (2005)
- In This Shirt (2012)

## Участники
- Джэми Макдермотт — первый вокал, гитара и композитор
- Sarah Kershaw — клавишные, вокал
- Jordan Hunt — скрипка, вокал
- Charlie Stock — скрипка, вокал
- Nicole Robson — виолончель, вокал
- Sophie Li — бас, вокал
- James Field — перкуссия, вокал
- Ian Tripp — перкуссия, вокал
- Chloe Treacher — контрабас, вокал

## Интересные факты
Песня In This Shirt является саундтреком к рекламе автомобиля Peugeot 308. А также встречается в фильме «Три метра над уровнем неба. Я тебя хочу» и в фильмах "Долгое падение", "Шаг Вперед 4".